# ベルネージュダイレクト
株式会社ベルネージュダイレクト（Belle Neige Direct Co., LTD. ）は、主に機能性食品や出産・内祝いギフトの通信販売を手がける日本の企業。雪印メグミルク株式会社の子会社（非連結）。

## 概要
通販サイトとしては、「ベルネージュダイレクト」、持分法適用会社である雪印メグミルク株式会社の通販サイトである「雪印メグミルクダイレクト」、雪印ビーンスターク株式会社の通販サイトである「雪印ビーンスタークonline」の3つのサイトを運営している。
1999年3月に、 株式会社主婦の友社から通信販売部門を分社化する形で、株式会社主婦の友ダイレクトとして設立。2009年3月に株式会社JALUXへ株式の51%を譲渡。2013年9月に株式会社千趣会の子会社となり、2015年に雪印メグミルクと資本業務提携を締結したと同時に、社名を「株式会社ベルネージュダイレクト」へ変更。
千趣会と雪印メグミルクは2018年10月12日に、千趣会が保有しているベルネージュダイレクト株式の一部を譲渡することと、ベルネージュダイレクトが雪印メグミルクに対して第三者割当増資を行うことを発表。これにより、ベルネージュダイレクトは2019年1月9日より雪印メグミルクの子会社（非連結）となった（出資比率が雪印メグミルクが66.6%、千趣会が33.4%と逆転する形となる）。
雪印メグミルクは、ベルネージュダイレクトを子会社化することで、機能性食品事業の強化を図る。

## 沿革
- 1999年3月29日 - 主婦の友社から通信販売部門を分社化する形で株式会社主婦の友ダイレクトとして設立。
- 2009年3月 - 株式の一部譲渡により、JALUXの連結子会社となる。
- 2013年9月30日 - 千趣会がJALUXが保有する全株式を取得し、千趣会の連結子会社となる。
- 2014年4月30日 - 千趣会の完全子会社となる[7]。
- 2015年
  - 3月31日 - 千趣会と雪印メグミルクとの間で、資本業務提携を締結。雪印メグミルクは第三者割当増資により33.4%の主婦の友ダイレクト株式を取得[8]。
  - 7月1日 - 社名を株式会社ベルネージュダイレクトへ変更。
  - 9月15日 - 第三者による不正アクセスが発覚[9]。
- 2019年1月9日 - 千趣会が保有する株式の一部を譲渡すると同時に、雪印メグミルクに対して第三者割当増資を実施し、ベルネージュダイレクトは雪印メグミルクの子会社（非連結）となる[5]。